# Rionegro Águilas
Rionegro Águilas is een Colombiaanse voetbalclub uit de stad Rionegro. De club gaat terug tot 1991 en stond voorheen bekend onder de namen Industrial Itagüí (1991-1994), Deportivo Antioquia (1994-1998), Itagüí FC (1998-2004), Deportivo Antioquia (2004-2005), Itagüí Ditaires (2008-2014) en Águilas Doradas (2014-2016). In januari 2016 werd de huidige naam aangenomen. 
De geschiedenis van de club gaat terug tot 1991 maar werd in 2005 verkocht om Florida Soccer te vormen. De huidige club bestaat sinds 2008 toen de club Bajo Cauca overgenomen werd en naar Itagüí verhuisde. In 2010 won Itagüí Ditaires de titel in de tweede divisie (Categoria Primera B) onder leiding van trainer-coach Álvaro Gómez, waardoor voor het eerst in de geschiedenis promotie naar de hoogste afdeling van het Colombiaanse profvoetbal, de Categoria Primera A, werd afgedwongen. Gómez werd begin 2011 opgevolgd door oud-international Carlos Hoyos. In 2014 raakte de club in conflict met het gemeentebestuur van Itagüí en moest in mei van dat jaar naar Pereira uitwijken. Hierdoor werd tijdelijk als Águilas Pereira gespeeld. In maart 2015 kwam de club in Rionegro te spelen als Águilas Doradas voor in januari 2016 de naam in Rionegro Águilas veranderd werd.

## Erelijst
- Categoría Primera B (1)

2010
- Copa Colombia

finalist in 2010